# 品川学藝高等学校
品川学藝高等学校（しながわがくげいこうとうがっこう、Shinagawa Gakugei High School）は、東京都品川区豊町二丁目に所在の私立高等学校。設置者は学校法人三浦学園。建学の精神に「愛と和と誠実」を掲げ、知性と感性の融合を通した「人間力」向上をめざす。2023年の学園創立120周年にあたり、校名を日本音楽高等学校から品川学藝高等学校に改称し、コース再編と男女共学化を実施。

## 沿革
- 1903年（明治36年） - 日本最古の私立音楽学校として、音楽遊戯協会を創立
- 1927年（昭和2年） - 日本音楽学校に改称
- 1950年（昭和25年） - 日本音楽高等学校開校
- 1988年（昭和63年） - 全日制高等学校として日本初のバレエコースを設置
- 2023年（令和5年） - 品川学藝高等学校と改称し、男女共学化[1]

## 設置学科
新設の普通科と、これまでの伝統を生かした音楽科から構成される2科4コース。
- 普通科
  - eスポーツエデュケーションコース
    - 全日制高等学校で日本初のeスポーツが学べるコースとなる[注釈 1]。eスポーツを教育ツールの一つとして捉え、大学進学をめざしながらゲームと教育をつなぐカリキュラムが展開される。eスポーツ実習のほか、ゲーミングイングリッシュやeスポーツ概論などの授業が用意されている[注釈 1]。

  - リベラル・アーツコース
    - 大学受験と教養（Liberal Arts）を結びつけるカリキュラムを設定し、人間力の向上をはかる。武田塾と共同で「自学自習の習慣化」を身につけるための授業を設置し、志望校合格をめざす。また3年間を通して小論文や面接を中心とした「表現力」を鍛え、総合型・学校推薦型選抜への対策強化を行う[3]。
- 音楽科
  - パフォーミングアーツコース（バレエ専攻・ミュージカル専攻）
    - バレエとミュージカルの2専攻で「文“舞”両道」をめざす。経験豊富な講師の元、バレエ専攻では実技レッスンだけでなくバレエ史やバレエに関する教養を学び、ミュージカル専攻では演技・舞踊・バレエ・発声など基礎から学び、表現力やコミュニケーション能力を養う。バレエ団、宝塚音楽学校、劇団四季などへ入団をめざす生徒も多く在籍している[4][5]。

  - ミュージックコース
    - 器楽、声楽のいずれかを専攻し、3年間の個人レッスンで技術を磨く。理論（楽典）・聴音・新曲視唱・リズム読み・クレ読み・コールユーブンゲン・副科などが、すべて授業として組まれており、目標とする音楽大学進学に備える[6]。

## 特色

### VI（ヴィジュアルアイデンティティ）
校章をはじめとしたVIは河合宏泰が手がけた。1人ではできない物事を2人以上の人が協力し発展させていく「共創」の意が込められた「輪違い紋」という家紋デザインを取り入れ、円と線で構成された2つの輪は、品川学藝高等学校の頭文字Sを形づくり、上昇するイメージを表現している。

### 制服
- ファッション誌FUDGEが制服リニューアルを監修。
- 冬服はブラックジャケットに、スカートとパンツ2種のボトムスは赤のタータンチェック。男子の冬服はオリジナルのレジメンタル・タイに、赤みのあるベージュのパンツを採用した。一方で、夏服は男女ともに涼感素材を使ったセーラー服となっている[8][9][10]。

### 1号館校舎
1925年（大正14年）に建てられた洋館で、夏目漱石とも交流の深かった化学者池田菊苗博士の住居兼研究室として使われた建物。

### 校内予備校
武田塾監修のもと、学内で大学受験対策を完結できる校内予備校「品川学藝アドバンス」を整備。「授業」ではなく「自学自習の習慣化」を通して学力向上をめざす。

## 著名な出身者
- 工藤静香
- 深津絵里
- 小向美奈子
- 栗山千明
- 泉ピン子
- 島倉千代子
- 松本めぐみ
- 牧村三枝子
- 弘田三枝子
- 榎本加奈子
- 平山みき
- 山室英美子
- 林家きく姫
- 神戸みゆき
- 花宮沙羅
- 佐藤ひでこ（編入・中退）

## 交通
出典 : 
| 路線名                                  | 最寄り駅 | 徒歩所要時間 |
| --------------------------------------- | -------- | ------------ |
| 東急大井町線                            | 下神明駅 | 3分          |
| JR京浜東北線 東京臨海高速鉄道りんかい線 | 大井町駅 | 10分         |
| JR山手線 埼京線                         | 大崎駅   | 12分         |
| 都営地下鉄浅草線                        | 戸越駅   | 12分         |
| JR横須賀線                              | 西大井駅 | 15分         |